# Bandit de grand chemin

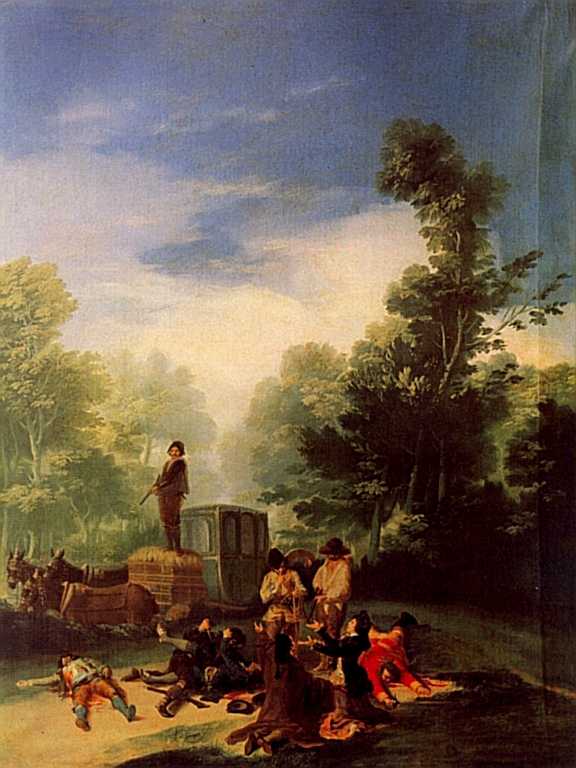
Asalto al coche (Attaque de la diligence), par Francisco de Goya (1786-1787).

Un bandit ou voleur de grand chemin, parfois aussi appelé « malandrin », est un voleur qui attaque les voyageurs sur les routes entre deux agglomérations ou éventuellement les rues des villes. L'équivalent en Afrique francophone est le coupeur de route.

## EnFrance
Sous l'Ancien Régime ce délit était puni du supplice de la roue et justiciable des prévôts. 
Sous le Premier Empire, ce sont les cours spéciales qui sont compétentes.
Sous la Restauration, ce sont les cours prévôtales qui jugent les crimes de grand chemin durant leur brève existence (1816-1818).